# Hans Vredeman de Vries

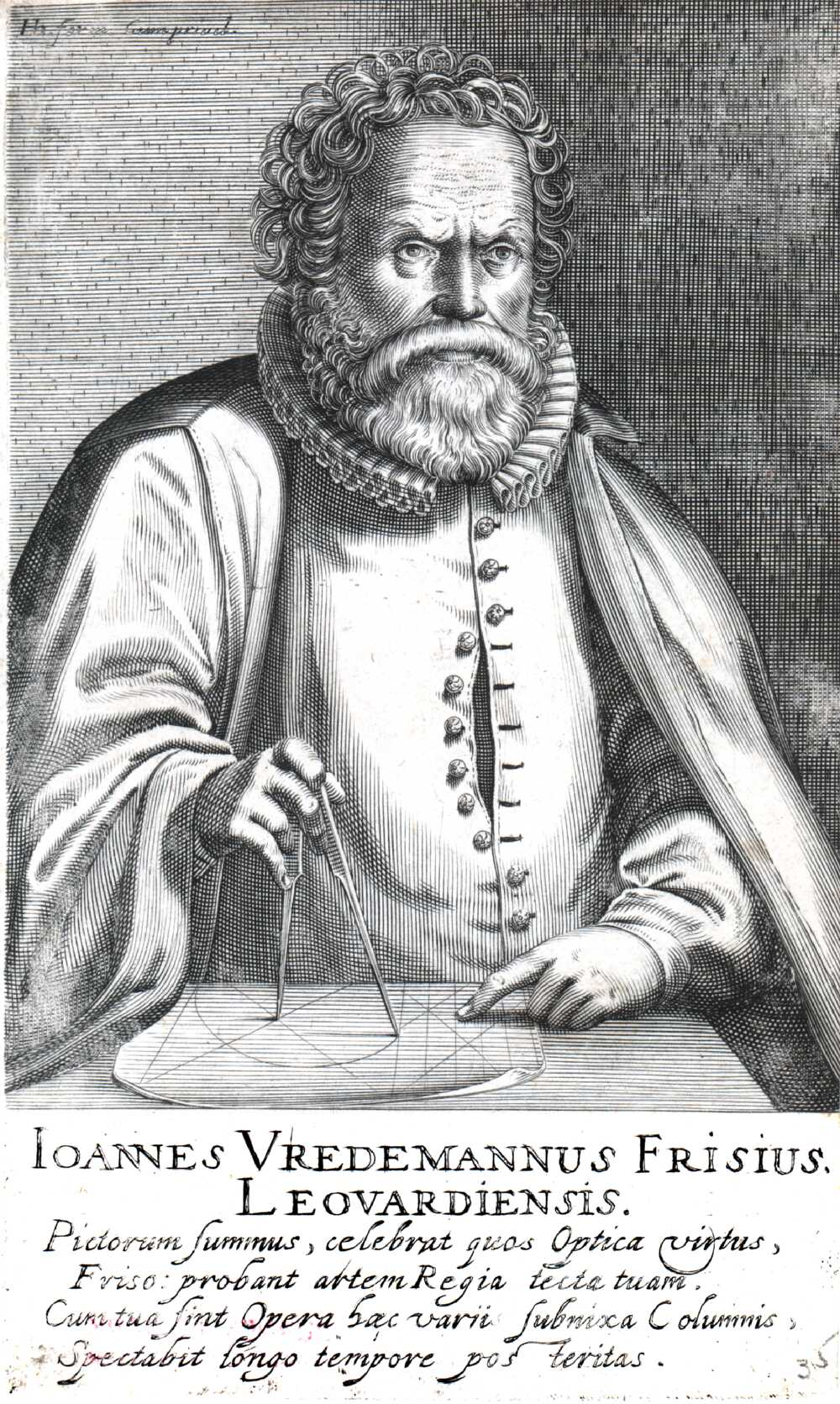
Hans Vredeman de Vries

Hans Vredeman de Vries, född 1527 i Leeuwarden, död 1609 troligen i Hamburg, var en holländsk konstnär, arkitekt och konstteoretiker.
Vries föddes av tyska föräldrar. Han var först dekorationsmålare, och målade bildframställningar med arkitektonisk bakgrund i renässansstil. Främst vistades han i Hamburg. Av hans många målningar finns endast ett landskap i Danzigs rådhus bevarad.
Vries blev främst känd genom sina mönsterböcker, en kartuschsamling (1553-1555) en framställning av de fem kolonnordningarna (1563) och ett konstvetenskapligt verk i arkitekturlära enligt Vitruvius. Hans mönsterböcker fick mycket stor betydelse för renässansens genombrott i Nordeuropa.
Vredeman de Vries finns representerad vid bland annat Victoria and Albert Museum, Nationalmuseum, British museum, National Gallery of Art, Metropolitan Museum, Bibliothèque nationale de France, Kungliga konsthögskolan och Kungliga biblioteket.